# Ештуріл-Прая
«Ештуріл-Прая» (порт. Grupo Desportivo Estoril Praia) — португальський футбольний клуб з Ештуріла. Заснований 17 травня 1939 року.

## Досягнення
- Кубок португальської ліги:
  - Фіналіст (1): 2024

## Виступи в єврокубках
| Сезон   | Змагання    | Раунд   | Суперник          | Вдома | На виїзді | В сукупності |
| ------- | ----------- | ------- | ----------------- | ----- | --------- | ------------ |
| 2013–14 | Ліга Європи | 3КР     | Хапоель Рамат-Ган | 0–0   | 1–0       | 1–0          |
| 2013–14 | Ліга Європи | ПО      | Пашинг            | 2–0   | 2–1       | 4–1          |
| 2013–14 | Ліга Європи | Група H | Севілья           | 1–2   | 1–1       | 4-е місце    |
| 2013–14 | Ліга Європи | Група H | Слован Ліберець   | 1–2   | 1–2       | 4-е місце    |
| 2013–14 | Ліга Європи | Група H | Фрайбург          | 0–0   | 1–1       | 4-е місце    |
| 2014–15 | Ліга Європи | Група E | ПСВ               | 3–3   | 0–1       | 3-є місце    |
| 2014–15 | Ліга Європи | Група E | Панатінаїкос      | 2–0   | 1–1       | 3-є місце    |
| 2014–15 | Ліга Європи | Група E | Динамо Москва     | 1–2   | 0–1       | 3-є місце    |